# Cheilotrichia microdonta
Cheilotrichia microdonta är en tvåvingeart som beskrevs av Alexander 1957. Cheilotrichia microdonta ingår i släktet Cheilotrichia och familjen småharkrankar. Inga underarter finns listade i Catalogue of Life.